# Kopa-tó
A Kopa-tó (kazah nyelven: Қопа, Qopa) tó Kazahsztán északi részén, az Akmola régió területén, Koksetau városában, a Koksetau-hegység lábának közelében. A tó 223,8 m tengerszint feletti magasságban fekszik, maximális mélysége körülbelül 6 m. Hossza 5,6 km szélessége 12 km. Teljes felülete vízállástól függően mintegy 14 km². A tavat 2 folyó táplálja, vizét a Sagalaly vezeti le. A Kopa-tó területe évről évre ingadozik, de az elmúlt években mérete fokozatosan csökken. A tavat halászatra használják.

## Leírása
A Kopa-tó Kazahsztán északi részén található. A Kopa-tó 5,6 kilométer hosszú, 12 kilométer széles, területe 14 négyzetkilométer. A Koksetau-hegység lábánál és az azonos nevű Koksetau város északnyugati részének közelében található tó területe 14 négyzetkilométer, átlagos mélysége 2,0-3,0 méter. Teljes vízgyűjtő területe 3860 négyzetkilométer, mely vízgyűjtőterület nagy részét a tó mellékfolyói adják: délnyugaton a Shagalaly, délkeleten a Kylsakty folyó. A Shagalaly folyó délnyugat felől ömlik a Kopa- tóba, majd az északi részéből folyik ki, ezért a Kopa-tó szabályozza a Sagalaly folyó alsó patakjának áramlását is. 
A tóhoz délnyugat felől 50-70 m magas dombok (Bukpa-hegy) csatlakoznak. 
Közigazgatásilag a tó és a szomszédos terület a kazahsztáni Akmola régióban található.

## Lásd még
Koksetau – város a Kopa-tónál.